# كأس ألبانيا 1985–86
كأس ألبانيا 1985–86 (بالألبانية: Kupa e Republikës 1985-86‏) هو موسم من كأس ألبانيا. أشرف على تنظيمه اتحاد ألبانيا لكرة القدم، وفاز فيه نادي تيرانا.